# Градиштеа (Прахова)
Градиштеа (рум. Gradiștea) насеље је у Румунији у округу Прахова у општини Болдешти-Градиштеа. Oпштина се налази на надморској висини од 68 m.

## Становништво
Према подацима из 2002. године у насељу је живело 992 становника, од којих су сви румунске националности.